# 서필
서필(徐弼, 901년~965년)은 고려의 문신이다.

## 생애
고려 태조 때에 도필(刀筆)로 출사하였고, 광종 때 내의령에 이르렀다. 검소하여 광종이 모든 재상들에게 하사한 금술잔을 유일하게 받지 않았다. 광종이 쌍기 등 중국 귀화인들을 지나치게 우대하여 대신들의 집을 빼앗아 중국인들에게 하사하자 이를 비판하였다.
사후 삼중대광 태사 내사령(三重大匡太師內史令)에 추증되었고 광종의 묘정(廟庭)에 배향(配享)되었다.

## 가계
- 아버지 : 서신일(徐神逸)
- 어머니 : 합천 홍씨(陜川洪氏), 홍찬(洪贊)의 딸
  - 부인 : 평양 황씨(平壤黃氏)
    - 첫째 아들 : 서염(徐廉)
    - 둘째 아들 : 서희(徐熙)
      - 첫째 손자 : 서눌(徐訥)
      - 둘째 손자 : 서유걸(徐惟傑)
      - 셋째 손자 : 서유위(徐惟偉)
      - 넷째 손자 : 서주행(徐周行)

    - 셋째 아들 : 서영(徐英)

  - 숙부 : 서신통(徐新通)
  - 사촌 : 서목(徐穆)

## 서필이 등장하는 작품
- 《제국의 아침》 KBS, (2002년~2003년) 배우 : 이대로